# Сарториус фон Вальтерсгаузен, Вольфганг
Вольфганг Сарториус, барон фон Вальтерсгаузен, 17 декабря 1809, Геттинген—16 марта 1876) — немецкий геолог; был профессором в Геттингене, второй сын Георга Сарториуса, отец экономиста Августа Сарториуса.

## Биография
Много путешествовал, неоднократно был в Сицилии, в 1846 году вместе с знаменитым химиком Бунзеном посетил Исландию.
Главным образом занимался изучением вулканических явлений, в особенности топографии и геологического строения Этны.
Похоронен на Гёттингенском городском кладбище.

## Труды

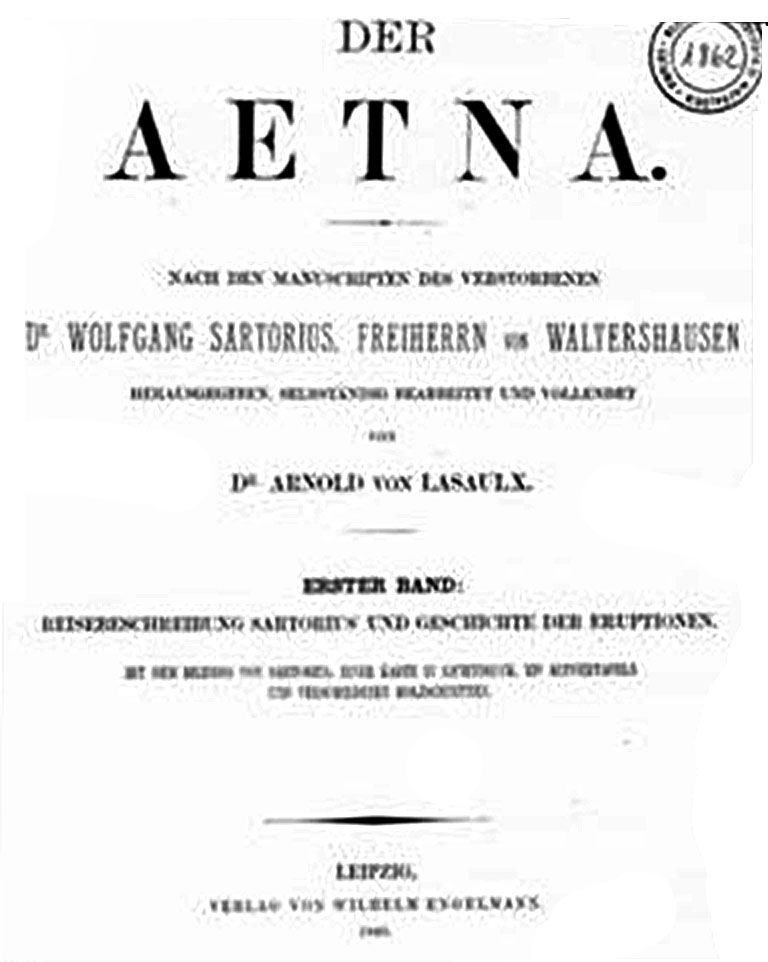
Заглавная страница Der Aetna

- «Physisch-geographische Skizze von Island» (Геттинг., 1847),
- «Geologischer Atlas von Island» (т. же, 1853),
- «Ueber die submarinen vulkanischen Aushr üche in der Tertiä rformation des Val di Noto» (т. же, 1846),
- «Atlas des Aetna» (1848—61);
- «Ueber die vulkanischen Gesteine in Sizilien und Island und ihre submarine Umbildung» (Геттинген, 1858),
- «Untersuchungen ü ber die Klimate der Gegenwart und Vorwelt» (1865)

и др.

## Память
В его честь названы:
- Минерал Сарторит (нем. Sartorit)

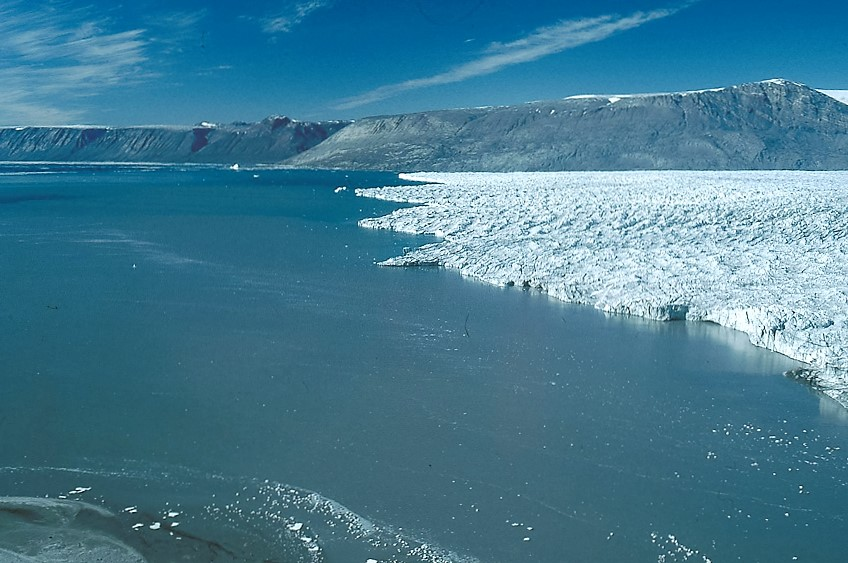
Ледник Вальтерсгаузена

- Ледник Вальтерсгаузена в Гренландии73°52′ с. ш. 24°20′ з. д.HGЯO.